# La estatua de la libertad
La estatua de la libertad est une bande dessinée espagnole illustrée par Francisco Ibáñez, appartenant à la franchise Mortadel et Filémon, éditée en 1983 et 1984.

## Synopsis
Mortadel surprend une conversation suspecte et apprend que la statue de la Liberté va être attaquée. Mortadel et Filémon partent immédiatement pour New York, aux États-Unis, afin d'essayer de l'empêcher. Lors de ce voyage, ils sont accompagnés par la secrétaire Ofelia, bien que Mortadel et Filémon n'en soient pas très heureux. Les agents doivent chercher la bombe dans Central Park, le Bronx et le port de New York. Mais en réalité, la statue de la liberté qu'ils voulaient faire exploser n'est pas celle de New York, mais celle d'une petite ville appelée Valdeburras del Melonar, et la statue porte le nom de la mairesse de la ville, Libertad Boñíguez.

## Adaptation
La bande dessinée est adaptée dans son intégralité dans un épisode de la série télévisée consacré aux personnages sous le titre L'Affaire de la Statue de la Liberté.